# 高碘酸鋰
高碘酸鋰是一種無機化合物，為一種高碘酸盐，其化學式為LiIO4。這種化學品內含有鉀、氧、碘，其中氧、碘組成高碘酸根離子。可溶于水，加热时分解为碘酸鋰（LiIO3）和氧气。加入二氧化锰会使分解速度加快。高碘酸鋰晶體結構為四方晶系，其空間群為I41/a，每單位晶胞有四個單位晶體結構與高碘酸鉀類似。